# Офіційний перелік регіонально рідкісних рослин Сумської області
Офіційний перелік регіонально рідкісних рослин Сумської області — список, що містить перелік видів рослин, які не занесені до Червоної книги України, але є рідкісними або такими, що перебувають під загрозою зникнення на території Сумської області.

## Історія
Перелік видів рослин, які не занесені до Червоної книги України, але є рідкісними або такими, що перебувають під загрозою зникнення на території Сумської області було прийнято рішенням Сумської обласної ради шостого скликання від 18 листопада 2011 «Про заходи щодо посилення охорони рідкісних та зникаючих видів рослин, тварин і грибів, що підлягають особливій охороні на території Сумської області».

## Положення про Перелік
Державний контроль за додержанням вимог щодо охорони та відтворення видів рослин, занесених до Переліку, здійснюють державна екологічна інспекція у Сумській області, місцеві державні адміністрації, інші спеціально уповноважені на це органи виконавчої влади відповідно до їх повноважень.
Охорона та відтворення об'єктів рослинного та тваринного світу, занесених до Переліку, забезпечується шляхом:
- установлення особливого правового статусу рідкісних і таких, що перебувають під загрозою зникнення, видів рослинного і тваринного світу, заборони обмеження їх використання;
- врахування вимог щодо їх охорони під час розробки нормативних актів місцевого рівня;
- систематичної роботи щодо виявлення місць їх зростання, проведення постійного спостереження (моніторингу) за станом популяцій;
- пріоритетного створення на територіях, де вони зростають, системи заповідних та інших об'єктів, що особливо охороняються;
- створення банків їх генофонду, розведення у спеціально створених умовах (розсадниках, розплідниках, ботанічних садах, зоологічних парках, дендропарках тощо);
- урахування спеціальних вимог щодо охорони їх видів під час розміщення продуктивних сил, ведення господарської діяльності, вирішення питань відведення земельних ділянок, розробки проектної та проектно-планувальної документації, екологічної експертизи.
- сприяння природному відновленню їх популяцій, інтродукції та реінтродукції видів у природні умови, де вони зростали чи перебували;
- розмноження у штучно створених умовах;
- здійснення необхідних наукових досліджень з метою розробки наукових основ їх охорони та відтворення;
- проведення широкої виховної роботи серед населення;
- здійснення інших заходів відповідно до законодавства.

Зростання чи перебування на певній території рідкісних і таких, що перебувають під загрозою зникнення, видів рослинного і тваринного світу, занесених до Переліку, є підставою для розгляду питання про оголошення її об'єктом природно-заповідного фонду.
Видання та розповсюдження Переліку здійснюється не рідше одного разу на 10 років.

## Статистика
Перелік містить 150 видів рослин і грибів, з них:
- Грибів — 22 види;
- Лишайників — 2 види;
- Мохів — 3 види;
- Судинних рослин — 123 види.

## Перелік

### Гриби
| № п/п | Українська назва виду        | Біноміальна назва виду                     |
| ----- | ---------------------------- | ------------------------------------------ |
| 1     | Боровик жовтий               | Boletus impolitus Fr.                      |
| 2     | Боровик сітчастий            | Boletus reticulatus Schaeff.               |
| 3     | Ганодерма блискуча           | Ganoderma lucidum (Curtis : Fr.) P.Karst.  |
| 4     | Гіднотрія Тюлана             | Hydnotria tulasnei (Berk.) Berk. et Broome |
| 5     | Гіропор каштановий           | Gyroporus castaneus (Fr.) Quél.            |
| 6     | Гіропор синіючий             | Gyroporus cyanescens (Bull.) Quél.         |
| 7     | Іноцибе Патуйяра             | Inocybe patouillardii Bres.                |
| 8     | Зірочник торочкуватий        | Geastrum fimbriatum Fr.                    |
| 9     | Лангерманія гігантська       | Calvatia gigantea (Batsch : Pers.) Lloyd   |
| 10    | Мокруха рожева               | Gomphidius roseus (Fr.) P.Karst.           |
| 11    | Монтанея Кандоля             | Montagnea candollei Fr.                    |
| 12    | Мухомор степовий             | Amanita vittadinii (Moretti) Sacc.         |
| 13    | Мухомор весняний             | Amanita verna (Bull.) Pers.                |
| 14    | Отидея заяча                 | Otidea leporina (Batsch) Fuckel            |
| 15    | Отидея осляча                | Otidea onotica (Pers.) Fuckel              |
| 16    | Павутинник лускатий          | Cortinarius pholideus (Lilj.) Fr.          |
| 17    | Панел пізній                 | Panellus serotinus (Pers.) Kühner          |
| 18    | Полістикт закручений         | Polystictus circinatus (Fr.) P.Karst.      |
| 19    | Псевдоклітоцибе келиховидний | Pseudoclitocybe cyathyformis (Fr.) P.Kumm. |
| 20    | Сироїжка вицвітаюча          | Russula decolorans (Fr.) Fr.               |
| 21    | Сироїжка луската             | Russula virescens (Schaeff.) Fr.           |
| 22    | Трихастер чорноголовий       | Trichaster melanocephalus Czern.           |

### Лишайники
| № п/п | Українська назва виду | Біноміальна назва виду       |
| ----- | --------------------- | ---------------------------- |
| 23    | Ісландський мох       | Cetraria islandica (L.) Ach. |
| 24    | Пельтигера собача     | Peltigera canina (L.) Willd. |

### Мохи
| № п/п | Українська назва виду | Біноміальна назва виду             |
| ----- | --------------------- | ---------------------------------- |
| 25    | Буксбаумія безлиста   | Buxbaumia aphylla Hedw.            |
| 26    | Біломох сизий         | Leucobryum glaucum (Hedw.) Angstr. |
| 27    | Сфагнум магеланський  | Sphagnum magellanicum Brid.        |

### Судинні рослини
| № п/п | Українська назва виду           | Біноміальна назва виду                                                                        |
| ----- | ------------------------------- | --------------------------------------------------------------------------------------------- |
| 28    | Аденофора лілієлиста            | Adenophora lilifolia (L.) Ledeb. ex A.DC.                                                     |
| 29    | Солончакова айстра звчайна      | Tripolium vulgare Nees                                                                        |
| 30    | Айстра заміщуюча, бесарабська   | Aster bessarabicus Bernh. ex Rchb.                                                            |
| 31    | Айстра степова                  | Aster amellus L.                                                                              |
| 32    | Аконіт шерстистовустний         | Aconitum lasiostomum Rchb.                                                                    |
| 33    | Андромеда багатолиста           | Andromeda polifolia L.                                                                        |
| 34    | Анемона дібровна                | Anemone nemorosa L.                                                                           |
| 35    | Анемона лісова                  | Anemone sylvestris L.                                                                         |
| 36    | Астрагал пухнастоквітковий      | Astragalus pubiflorus DC.                                                                     |
| 37    | Астрагал шорсткий               | Astragalus asper Jacq.                                                                        |
| 38    | Багатоніжка звичайна            | Polypodium vulgare L.                                                                         |
| 39    | Багаторядник шипуватий          | Polystichum aculeatum (L.) Roth                                                               |
| 40    | Білозір болотний                | Parnassia palustris L.                                                                        |
| 41    | Буяхи, лохина                   | Vaccinium uliginosum L.                                                                       |
| 42    | Валеріана російська             | Valeriana rossica P.Smirn.                                                                    |
| 43    | Верба мирзинолиста              | Salix myrsinifolia Salisb.                                                                    |
| 44    | Верба розмаринолиста            | Salix rosmarinifolia L.                                                                       |
| 45    | Вишня степова                   | Cerasus fruticosa (Pall.) Woronow                                                             |
| 46    | Вільха сіра                     | Alnus incana (L.) Moench                                                                      |
| 47    | Воловик Попова                  | Anchusa popovii (Gusul.) Dobrocz.                                                             |
| 48    | Волошка сумська                 | Centaurea sumensis Kalen.                                                                     |
| 49    | Вужачка звичайна                | Ophioglossum vulgatum L.                                                                      |
| 50    | Гадюча цибулька занедбана       | Muscari neglectum Guss. ex Ten.                                                               |
| 51    | Гвоздика Ївги                   | Dianthus eugeniae Kleopow                                                                     |
| 52    | Гвоздика несправжньорозчепірена | Dianthus psudosquarrosus (Novak) Klokov                                                       |
| 53    | Гвоздика стиснуточашечна        | Dianthus stenocalyx Juz.                                                                      |
| 54    | Гіацинтик блідий                | Hyacinthella leucophaea (K.Koch) Schur                                                        |
| 55    | Глід український                | Crataegus ucrainica Pojark.                                                                   |
| 56    | Голокучник дубовий              | Gymnocarpium dryopteris (L.) Newman                                                           |
| 57    | Горошок горохоподібний          | Vicia pisiformis L.                                                                           |
| 58    | Гострокільник волосистий        | Oxytropis pilosa (L.) DC.                                                                     |
| 59    | Граб звичайний                  | Carpinus betulus L.                                                                           |
| 60    | Грушанка зеленоцвіта            | Pyrola chlorantha Sw.                                                                         |
| 61    | Дельфіній клиновидний           | Delphinium cuneatum Steven ex DC.                                                             |
| 62    | Дельфіній Литвинова             | Delphinium litwinowii Sambuk                                                                  |
| 63    | Дзвоники алтайські              | Campanula altaica Ledeb.                                                                      |
| 64    | Дзвоники оленячі                | Campanula cervicaria L.                                                                       |
| 65    | Дзвоники персиколисті           | Campanula persicifolia L.                                                                     |
| 66    | Дрік германський                | Genista germanica L.                                                                          |
| 67    | Еремогоне скельна               | Eremogone saxatilis (L.) Ikonn.                                                               |
| 68    | Жовтець ілірійський             | Ranunculus illyricus L.                                                                       |
| 69    | Журавлина болотна               | Oxycoccus palustris Pers.                                                                     |
| 70    | Зіновать дніпровська            | Chamaecytisus borysthenicus (Grun.) Klaskova                                                  |
| 71    | Зірочки червонясті              | Gagea erubescens (Besser) Schult. & Schult.f.                                                 |
| 72    | Зірочник гайовий                | Stellaria nemorum L.                                                                          |
| 73    | Золототисячник болотний         | Centaurium uliqinosum (Waldst. & Kit.) G.Beck ex Ronniger                                     |
| 74    | Зубниця п'ятилиста              | Dentaria quinquefolia M.Bieb.                                                                 |
| 75    | Кермек широколистий             | Limonium platyphyllum Lincz.                                                                  |
| 76    | Клопогін європейський           | Cimicifuga europaea Schipcz.                                                                  |
| 77    | Костриця найвища                | Festuca altissima All.                                                                        |
| 78    | Котячі лапки дводомні           | Antennaria dioica (L.) P.Gaerth.                                                              |
| 79    | Кринітарія волохата             | Galatella villosa (L.) Rchb.f. (Crinitaria villosa (L.) Grossh.)                              |
| 80    | Кринітарія звичайна             | Galatella linosyris (L.) Rchb.f. (Crinitaria linosyris (L.) Sojak)                            |
| 81    | Купальниця європейська          | Trollius europaeus L.                                                                         |
| 82    | Латаття біле                    | Nymphaea alba L.                                                                              |
| 83    | Латаття сніжно-біле             | Nymphaea candida C.Presl                                                                      |
| 84    | Лищиця малонасінна              | Gypsophila oligosperma A.Krasnova                                                             |
| 85    | Ломиніс прямий                  | Clematis recta L.                                                                             |
| 86    | Ломиніс цілолистий              | Clematis integrifolia L.                                                                      |
| 87    | Льон австрійський               | Linum austriacum L.                                                                           |
| 88    | Льон багаторічний               | Linum perenne L.                                                                              |
| 89    | Льон жовтий                     | Linum flavum L.                                                                               |
| 90    | Маруна щиткова                  | Pyrethrum corymbosum (L.) Scop.                                                               |
| 91    | Маточник болотний               | Ostericum palustre (Besser) Besser                                                            |
| 92    | Молодило руське                 | Sempervivum ruthenicum Schnittsp. & C.B.Lehm.                                                 |
| 93    | Мучниця звичайна                | Arctostaphylos uva-ursi (L.) Spreng.                                                          |
| 94    | Наперстянка великоцвіта         | Digitalis grandiflora Mill.                                                                   |
| 95    | Образки болотні                 | Calla palustris L.                                                                            |
| 96    | Оман високий                    | Inula helenium L.                                                                             |
| 97    | Оман мечолистий                 | Inula ensifolia L.                                                                            |
| 98    | Орлики звичайні                 | Aquilegia vulgaris L.                                                                         |
| 99    | Осока багнова                   | Carex limosa L.                                                                               |
| 100   | Осока Гартмана                  | Carex hartmanii Cajander                                                                      |
| 101   | Осока кореневищна               | Carex rhizina Blytt ex Lindbl.                                                                |
| 102   | Осока тонкокореневищна          | Carex chordorrhiza Ehrh.                                                                      |
| 103   | Осока трясучковидна             | Carex brizoides L.                                                                            |
| 104   | Осока ячменевидна               | Carex hordeistichos Vill.                                                                     |
| 105   | Очиток пурпуровий               | Hylotelephium triphyllum (Haw.) Holub (Sedum purpureum (L.) Schult.)                          |
| 106   | Півники угорські                | Iris hungarica Waldst. & Kit.                                                                 |
| 107   | Підмаренник посередній          | Galium intermedium Schult.                                                                    |
| 108   | Плаун булавовидний              | Lycopodium clavatum L.                                                                        |
| 109   | Проліска дволиста               | Scilla bifolia L.                                                                             |
| 110   | Пухирник звичайний              | Utricularia vulgaris L.                                                                       |
| 111   | Росичка круглолиста             | Drosera rotundifolia L.                                                                       |
| 112   | Рутвиця орликолиста             | Thalictrum aquilegiifolium L.                                                                 |
| 113   | Ряст бульбистий                 | Corydalis cava (L.) Schweigg. & Koerte                                                        |
| 114   | Ряст Маршалла                   | Corydalis marschalliana (Pall. ex Willd.) Pers.                                               |
| 115   | Ряст проміжний                  | Corydalis intermedia (L.) Merat.                                                              |
| 116   | Синюха голуба                   | Polemonium caeruleum L.                                                                       |
| 117   | Синяк руський (синяк плямистий) | Echium russicum J.F.Gmel. (Echium maculatum L.)                                               |
| 118   | Скорзонера дрібноквіткова       | Scorzonera parviflora Jacq.                                                                   |
| 119   | Скорзонера пурпурова            | Scorzonera purpurea L.                                                                        |
| 120   | Смовдь оленяча                  | Peucedanum cervaria (L.) Lapeyr.                                                              |
| 121   | Солонець європейський           | Salicornia postrata Pall. (Salicornia europaea L.)                                            |
| 122   | Сонцецвіт звичайний             | Helianthemum nummularium (L.) Mill.                                                           |
| 123   | Сонцецвіт яйцевидний            | Helianthemum chamaecistus Mill. (Helianthemum ovatum (Viv.) Dun.)                             |
| 124   | Стародуб прусський              | Laserpitium prutenicum L.                                                                     |
| 125   | Стародуб широколистий           | Laserpitium latifolium L.                                                                     |
| 126   | Страусове перо звичайне         | Matteuccia struthiopteris (L.) Tod.                                                           |
| 127   | Суховершки великоквіткові       | Prunella grandiflora (L.) Scholl.                                                             |
| 128   | Таволга звіробоєлиста           | Spiraea hypericifolia L.                                                                      |
| 129   | Тирлич звичайний                | Gentiana pneumonanthe L.                                                                      |
| 130   | Тирлич хрещатий                 | Gentiana cruciata L.                                                                          |
| 131   | Тростяниця кострицевидна        | Scolochloa festucacea (Willd.) Link                                                           |
| 132   | Фегоптерис з'єднуючий           | Phegopteris connectilis (Michx.) Watt                                                         |
| 133   | Фіалка багнова                  | Viola uliginosa Besser                                                                        |
| 134   | Фіалка Рівінієва                | Viola riviniana Rchb.                                                                         |
| 135   | Фіалка різнолиста               | Viola epipsila Ledeb.                                                                         |
| 136   | Цибуля жовтіюча                 | Allium flavescens Besser                                                                      |
| 137   | Цибуля круглоголова             | Allium sphaerocephalon L.                                                                     |
| 138   | Цирцея альпійська               | Circaea alpina L.                                                                             |
| 139   | Чемериця чорна                  | Veratrum nigrum L.                                                                            |
| 140   | Черешня                         | Cerasus avium (L.) Moench                                                                     |
| 141   | Чина гороховидна                | Lathyrus pisiformis L.                                                                        |
| 142   | Шипшина Шмальгаузена            | Rosa desegliseri Boreau (Rosa schmalgauseniana Chrshan.)                                      |
| 143   | Шолудивник болотний             | Pedicularis palustris L.                                                                      |
| 144   | Шолудивник Кауфмана             | Pedicularis kaufmannii Pinzg.                                                                 |
| 145   | Щитник австрійський             | Dryopteris dilatata (Hoffm.) A.Gray (Dryopteris austriaca (Jacq.) Woynar ex Schinz et Thell.) |
| 146   | Щитник гребенястий              | Dryopteris cristata (L.) A.Gray                                                               |
| 147   | Юринея вапнякова                | Jurinea calcarea Klokov                                                                       |
| 148   | Юринея волошкова                | Jurinea cyanoides (L.) Rchb. (Jurinea pseudocyanoides Klokov; Jurinea charcoviensis Klokov)   |
| 149   | Юринея павутиниста              | Jurinea arachnoidea Bunge                                                                     |
| 150   | Яловець звичайний               | Juniperus communis L.                                                                         |